# Eternal reality
《eternal reality》是fripSide（第二期）的第七張單曲。於2013年8月21日由Geneon Entertainment發售。

## 概要
- 初回限定動畫盤（GNCA-0305）、初回限定盤（GNCA-0306）及通常盤（GNCA-0307）3種版本。初回限定盤附收錄有《eternal reality》PV的DVD。
- 初回限定動畫盤印有白井黑子與御坂美琴的封面插畫。初回限定盤及初回限定動畫盤各收錄的C/W曲有所不同，是fripSide首次使用的商業手法。
- TV動畫《科學超電磁砲S》新片頭曲繼續由fripSide擔任。
- 本次作曲邀請了著名作曲家小室哲哉[1]與fripSide的八木沼悟志共同創作。
- PV在建築物的屋頂拍攝，空中場景也包括在內，還有，小室哲哉也參與了這次PV的演出[2]。
- 初回限定盤的第二首曲「scorching heart」，南條愛乃說她聽了歌曲的樣本後，她嘗試想作出「像夏天又熱又痛苦的歌詞」，是一首「盛夏燃燒的印象曲」[3]。
- 動畫盤的第二首曲「waiting for the moment」，是當沮喪時有誰可以幫助自己的一首寒冷的歌曲，據八木沼悟志說，以「妹妹編」美琴的印象而作曲[3]。

## 收錄歌曲

### CD（初回限定動畫盤）
1. eternal reality （3：54）
TV動畫《科學超電磁砲S》新片頭曲
作詞：八木沼悟志，作曲：小室哲哉、八木沼悟志，編曲：八木沼悟志
2. waiting for the moment （4：27）
作詞：南條愛乃，作曲、編曲：八木沼悟志
3. eternal reality（TV size）
4. eternal reality（Instrumental）

特典DVD
1. eternal reality PV -anime ver.-
2. Special Interview
3. SPOT -In Stores Now ver.-
4. 「sister's noise」TV動畫《科學超電磁砲S》片頭曲-無字幕ver.-
5. 「sister's noise」LIVE　2013.3.22 @SHIBUYA O-EAST “リスアニ！CIRCUIT Vol.03”

### CD（初回限定盤及通常盤）
1. eternal reality （3：54）
TV動畫《科學超電磁砲S》新片頭曲
作詞：八木沼悟志，作曲：小室哲哉、八木沼悟志，編曲：八木沼悟志
2. scorching heart （4：39）
作詞：南條愛乃，作曲、編曲：八木沼悟志、川崎海
3. eternal reality（Instrumental）
4. scorching heart（Instrumental）

特典DVD（限初回限定盤）
1. eternal reality PV
2. MAKING
3. SPOT -In Stores Now ver.-
4. 「sister's noise」LIVE　2013.3.22 @SHIBUYA O-EAST “リスアニ！CIRCUIT Vol.03”